# Krzysztof Bieryt
Krzysztof Bieryt (Nowy Sącz, 17 de mayo de 1974) es un deportista polaco que compitió en piragüismo en la modalidad de eslalon. Ganó una medalla de oro en el Campeonato Mundial de Piragüismo en Eslalon de 1999 y tres medallas en el Campeonato Europeo de Piragüismo en Eslalon entre los años 2002 y 2008.

## Palmarés internacional
| Campeonato Mundial | Campeonato Mundial      | Campeonato Mundial | Campeonato Mundial |
| Año                | Lugar                   | Medalla            | Competición        |
| ------------------ | ----------------------- | ------------------ | ------------------ |
| 1999               | Seo de Urgel (España)   | Medalla de oro     | C1 por equipos     |
| Campeonato Europeo |                         |                    |                    |
| Año                | Lugar                   | Medalla            | Competición        |
| 2002               | Bratislava (Eslovaquia) | Medalla de bronce  | C1 por equipos     |
| 2004               | Skopie (Macedonia)      | Medalla de plata   | C1 individual      |
| 2008               | Cracovia (Polonia)      | Medalla de plata   | C1 por equipos     |